# 2. Brief des Paulus an die Thessalonicher
| Neues Testament |
| --- |
| Evangelien |
| - Matthäus - Markus - Lukas - Johannes |
| Apostelgeschichte |
| Paulusbriefe |
| - Römer - 1. Korinther - 2. Korinther - Galater - Epheser - Philipper - Kolosser - 1. Thessalonicher - 2. Thessalonicher - 1. Timotheus - 2. Timotheus - Titus - Philemon - Hebräer |
| Katholische Briefe |
| - Jakobus - 1. Petrus - 2. Petrus - 1. Johannes - 2. Johannes - 3. Johannes - Judas                                                                                                 |
| Offenbarung |

Der 2. Brief des Paulus an die Thessalonicher ist ein Buch des Neuen Testaments. Er wird seit dem Mittelalter in drei Kapitel unterteilt. Sein Hauptthema ist die Endzeit. Als Absender werden am Briefbeginn Paulus, Silas und Timotheus genannt.

## Verfasser
Der Brief gibt an, vom Apostel Paulus geschrieben worden zu sein. Dass es sich wirklich um einen der Paulusbriefe handelt, wurde erstmals zu Beginn des 19. Jahrhunderts bezweifelt, so etwa von Ferdinand Christian Baur (1792–1860). William Wrede (1859–1906) versuchte als erster nachzuweisen, dass der 2. Thessalonicherbrief vom 1. Thessalonicherbrief literarisch abhängig ist und somit nicht von Paulus verfasst wurde. Die Meinungen über die Verfasserschaft sind gegenwärtig geteilt; Werner Georg Kümmel etwa sah in den oft vorgebrachten Bedenken „keinen Anlaß zum Zweifel an der Echtheit“, und er hält als Ort und Zeit der Abfassung Korinth 50/51 für wahrscheinlich. Bart D. Ehrman (* 1955) hingegen betrachtet den Brief als eine frühe Fälschung, um die eschatologischen Aussagen des 1. Thessalonicherbriefs zu korrigieren. Zu den modernen Vertretern einer paulinischen Autorenschaft des 2. Thessalonicherbriefs gehört der Paulusforscher Nicholas Thomas Wright, für den der Brief „höchstwahrscheinlich paulinisch“ ist und Armin D. Baum.

## Gliederung
- 1, 1–12 Briefanfang mit Präskript und Danksagung
- 2, 1–3,15 Briefcorpus
  - 2, 1–12 Der „Mensch der Bosheit“
  - 2, 13–3,5 Mahnung zum Festhalten der Lehre und Bitte um Fürbitte
  - 3, 6–15 spezielle Mahnungen zum Thema „Müßiggang“
- 3, 16–18 Briefschluss

## Inhalt
Der 2. Thessalonicherbrief orientiert sich in Form und Inhalt stark am 1. Thessalonicherbrief. Unterschiede betreffen v. a. die Danksagung, die um das Thema der Bedrängnis der Gemeinde und das vergeltende Gerichtshandeln Gottes erweitert wurde, sowie den Abschnitt 2, 1–12. Dieser Teil weist erhebliche Differenzen zur sonst bekannten paulinischen Theologie auf. Neu ist die Gestalt eines Antichrist, eines endzeitlichen Widersachers, der von einer (nicht näher benannten) Macht zurückgehalten wird, dem Katechon. Der Verfasser beschreibt im Stile apokalyptischer Schilderungen eine Art „endzeitlichen Fahrplan“ bis zur Wiederkunft Christi, von dem er der Meinung ist, er lasse sich beobachten. Dennoch wird der Heilsplan Gottes nicht einfach als offenbar beschrieben, es gibt immer noch das „Geheimnis der Bosheit“ (2, 7).
Umstritten ist die Frage, wie der Verfasser des 2. Thess selbst dessen Verhältnis zum 1. Thess sehen mochte (vgl. 2. Thess 2,2): Wollte er mit einer veränderten eschatologischen Vorstellung Fehlinterpretationen des 1. Thess korrigieren oder diesen gar verdrängen mit dem Anspruch, der eigentliche „Thessalonicherbrief“ zu sein?

## Wer nicht arbeitet …
Aus dem 2. Thessalonicherbrief stammt das immer wieder auch von Politikern aufgegriffene geflügelte Wort: „Wer nicht arbeiten will, der soll auch nicht essen“ (2 Thess 3,10 ). Er ging unter anderem in die Verfassung der UdSSR ein. Manchmal wird die Aussage unter Weglassung des „Wollens“ zitiert, also: „Wer nicht arbeitet ...“, was sich auf Arbeitsunfähige auswirken würde.